# Первомайськ (Нурімановський район)
Первома́йськ (рос. Первомайск, башк. Первомайск) — присілок (у минулому селище) у складі Нурімановського району Башкортостану, Росія. Адміністративний центр та єдиний населений пункт Первомайської сільської ради.
Населення — 355 осіб (2010; 415 у 2002).
Національний склад:
- татари — 37 %
- росіяни — 32 %